# Enrique Campos Menéndez
Enrique Campos Menéndez (Punta Arenas, 12 de agosto de 1914 — 12 de junho de 2007) foi um escritor chileno. Ganhou o Prêmio Nacional de Literatura do Chile em 1986.

## Educação
Menéndez era filho de Francisco Campos Torreblanca e Maria Menendez Behety. Fez seus estudos no Colégio Salesiano, San José, em sua cidade natal, na Europa e finalmente na Faculdade de Economia da Universidade de Buenos Aires.

## Carreira
Menéndez foi eleito representação da província de Cautín (1949–1953 e 1953–1957) pelo Partido Liberal. Foi presidente da Comissão de Relações Exteriores da Câmara dos Representantes. Ele era um companheiro próximo da ditadura militar de Augusto Pinochet, que também era um amigo pessoal.
Em 1976, foi nomeado membro da Academia Chilena de Línguas. Dirigiu o filme Largo Viaje (Long Haul) em parceria com um produtor espanhol. Foi nomeado Diretor de Bibliotecas, Arquivos e Museus (1977–1986), período durante o qual o Palácio da Corte Real foi reformado para que pudesse ser ocupado pelo atual Museu Histórico Nacional. Além disso, com o apoio do PNUD, fez uma análise dos museus do Chile. Foram estabelecidas a Coordenação Nacional de Museus, o Centro Nacional de Conservação e Restauração e a Coordenação Nacional de Bibliotecas Públicas. A rede de bibliotecas públicas também foi ampliada e a Biblioteca Nacional tornou-se chefe da Rede Nacional de Informação Bibliográfica.
Em 1986 foi agraciado com o Prêmio Nacional de Literatura do Chile, no mesmo ano em que foi nomeado embaixador do Chile na Espanha.

## Morte
Ele morreu em 2007, aos 92 anos, de parada cardíaca.

## Trabalhos
O gênero literário das obras de Menéndez era de estilo narrativo. A seguir estão algumas de suas principais obras.
- Kupén: cuentos de la Tierra del Fuego (1940)
- Bernardo O'Higgins: el padre de la patria chilena (1942)
- Fantasmas (1943)
- Lincoln (1945)
- Todo y nada (1947)
- Lautaro Cortés (1949)
- Se llamaba Bolívar (1954)
- Sólo el viento (1964)
- Los pioneros (1983)
- Águilas y cóndores (1986).
- Una vida por la vida (1996)
- Andrea (1999)